# Don Woods
Don Woods (30 de abril de 1954) es un hacker informático y programador de computadoras. Hizo un grupo con James M. Lyon mientras ambos asistían a la Universidad de Princeton, en 1972, para producir el lenguaje de programación INTERCAL. Más adelante trabajó en el Laboratorio de Inteligencia Artificial de Stanford (SAIL), donde, entre otras cosas, se convirtió el contacto de SAIL y un contribuidor del Archivo de la jerga.
Probablemente es más conocido por su papel en el desarrollo del juego Colossal Cave Adventure, juego que encontró por accidente en una computadora de SAIL en 1976. Contactó con el autor original y recibió una respuesta de William Crowther. Procedió a agregar mejoras al juego de aventura, y después lo distribuyó por Internet. El juego llegó a ser muy popular, especialmente entre los usuarios del PDP-10. Woods surtió la cueva que Crowther había escrito con artículos mágicos, criaturas, y características geográficas, convirtiendo la cueva de Kentucky de Crowther en más o menos un mundo de fantasía basado alrededor de los elementos del juego de rol. Así pues, en cierto sentido, Woods puede ser considerado uno de los progenitores de todo el género de los juegos de aventura de la ficción interactiva de computadora.
Por 1977, eran comunes cintas del juego en el grupo de usuarios de Digital (DECUS), y otros, (Ver The Soul of a New Machine de Tracy Kidder para una historia humana de este período).
Escribió un solucionador para Carta blanca y varios juegos similares en 1997. Woods continúa trabajando en el campo de la programación.